# Michel Ney
Michel Ney, duc d'Elchingen, príncep de Moscova, Mariscal de França, nascut el 10 de gener del 1769 a Saarlouis, al Sarre (actualment Alemanya) i mort afusellat el 7 de desembre del 1815 a la Place de l'Observatoire de París. Fou conegut després de la batalla de Jena pels seus homes i fins i tot per Napoleó mateix, com le brave des braves ("valent entre els valents"). Altres mals noms li foren donats, com ara le lion rouge ("el lleó roig") o le rougeaud ("el roig"), tots en referència als seus cabells rojos i la seva pell que s'enrogia pel sol. Ney tenia per costum carregar al capdavant de les seves tropes. El seu crit d'estímul favorit era: "Direction, le trou du cul de mon cheval, chargez! ("Direcció, el forat del cul del meu cavall, carregueu!")
Es casà amb Aglaé Auguié, amiga de pensió d'Hortense de Beauharnais. Com Masséna, Lluís XVIII i Wellington, el mariscal Ney fou maçó.

## Carrera militar durant l'Antic Règim
Fill d'un boter, va deixar un tranquil treball de despatx per entrar de servei, molt jove, com a simple hússar al regiment de cavalleria Colonel-Général de Metz, el 1787, en contra de l'opinió del seu pare. Després de passar per tota la gradació militar, va esdevenir sub-oficial amb la Revolució Francesa.

## Guerres de la Revolució
El general Kléber el nomenà lloctinent de l'exèrcit del Rin el 1792, capità el 1794 i finalment cap d'esquadró i adjunt-general. Kléber fou un dels primers generals a valorar el talent del jove oficial. Els seus homes ja li havien posat un sobrenom: "l'Infatigable" ("l'incansable").
General de brigada sobre el camp de batalla el 1796, va aconseguir de prendre Wurtzbourg amb només 100 homes de cavalleria i forçar el pas del Rednitz i la presa de Forcheim, 70 peces de canó i grans quantitats d'aprovisionaments. El 1797, contribueix, al capdavant dels seus hússars a les victòries de Neuwied i Dierdoff. El 1798, Ney repeteix el seu èxit i aconsegueix Mannheim per astúcia, amb només cent cinquanta homes.
Promogut a General de divisió el març del 1799, el setembre comanda provisionalment l'exèrcit del Rin. El cop d'estat del 18 de brumari no va tenir pas el seu suport total. Més tard, quan Kléber partí amb les tropes de la campanya d'Egipte, el futur mariscal Ney serví sota les ordres d'un altre prestigiós general Moreau. Entre tots dos posaren fi a les guerres de la Revolució, vencent a la batalla de Hohenlinden, el 3 de desembre del 1800, en la que Ney tingué un paper molt important en enfonsar el centre de l'enemic, que havia començat una operació d'encerclament. Però un lleuger incident va refredar l'entesa entre els dos generals. El general Ney va penetrar tot sol en un reducte de l'adversari on els seus homes, atemorits, no l'havien seguit. Hi rebé diversos cops de baioneta a les cuixes i a un braç. Abans de ser repatriat, Moreau feu un discurs lleugerament crític, considerant que un general no havia de córrer aquests riscos. Hom pot pensar que fou aquesta la raó per la qual un Ney vexat, no va intervenir més tard a favor del seu antic cap, durant el procés al general Moreau el 1804. Altres, com el general Lecourbe tingueren més dignitat, a costa de la seva carrera que està suspesa fins al 1815

## Primer Imperi Francès

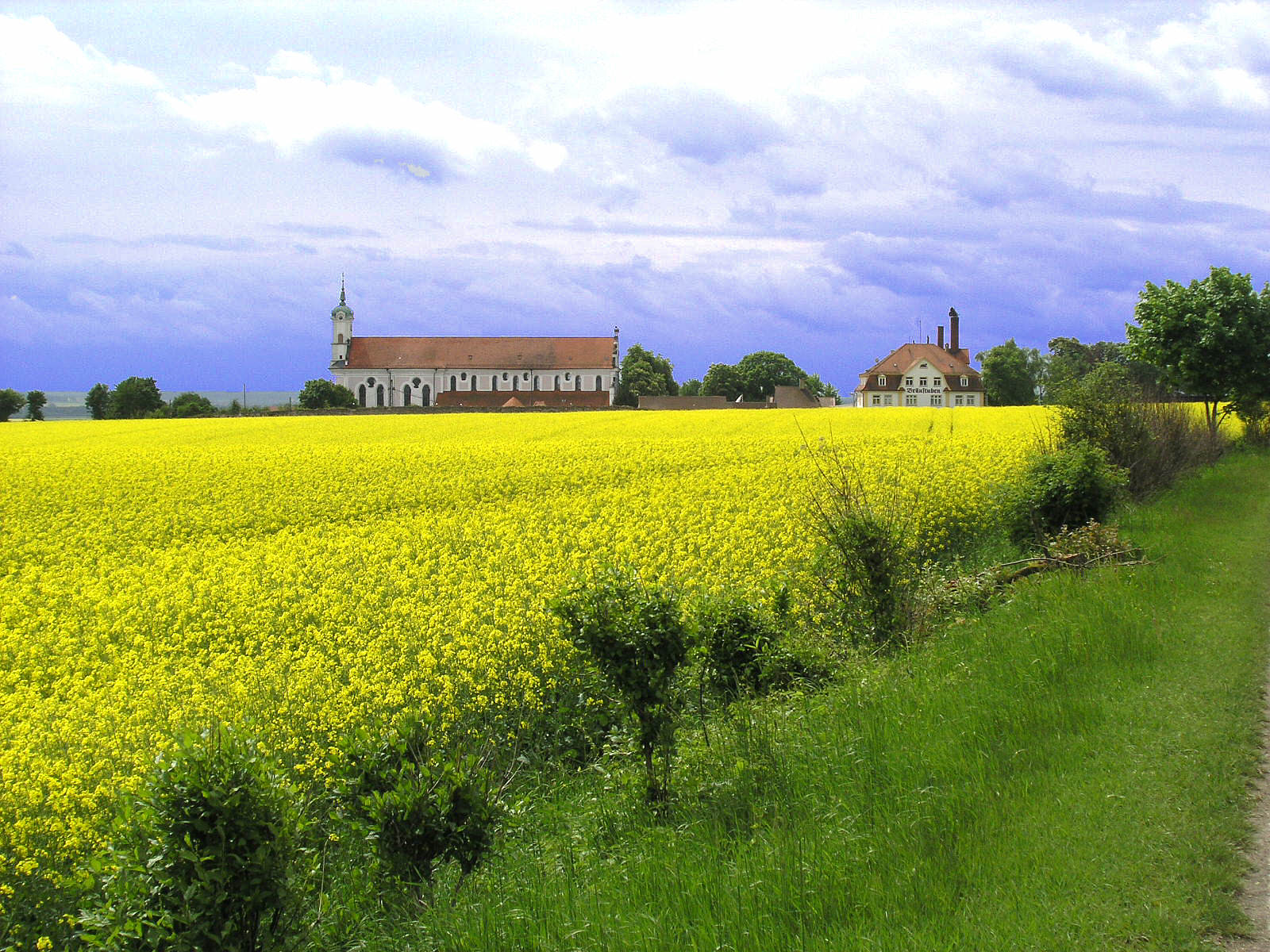
El camp de batalla davant el monestir d'Elchingen

Ney fou Enviat extraordinari i ministre plenipotenciari davant la República helvètica el 1802, per mirar d'imposar el govern unitari desitjat per Napoleó Bonaparte i pacificar el país amenaçat per la guerra civil. Això li valgué l'estima de Talleyrand.
El 1803, al capdavant de l'exèrcit de Compiègne, comandà el Camp de Montreuil-sur-mer i es guanya la promoció per a ser nomenat Mariscal de l'Imperi el 19 de maig del 1804, i "Gran Àguila" el 1er de febrer del 1805.
El 14 d'octubre del 1805, al front del VI Exèrcit de la Grande Armée, venç a la batalla d'Elchingen, la qual fou decisiva per la rendició de la fortalesa d'Ulm, el 21 d'octubre del 1805. Rep, com a premi, el títol de duc d'Elchingen, en memòria de la batalla guanyada. La capitulació d'Ulm fou només el preludi de la batalla d'Austerlitz. Mentre Napoleó donava aquell gran cop, Ney, desviat cap al Tirol amb l'ala dreta de la Grande Armée, acabava la campanya traient del Tirol l'arxiduc Joan d'Àustria, ocupant Innsbruck i la Caríntia.

### Quarta Coalició
Aviat es va iniciar la campanya de Prússia. Durant la batalla de Jena, el 14 d'octubre del 1806, dugué les seves divisions a l'assalt de les línies prussianes. Però, endut per la seva empenta, es troba voltat d'enemics i el mariscal Jean Lannes l'ha de treure d'aquest mal pas. L'endemà, pren Erfurt i uns dies més tard comença el setge de Magdeburg, el qual va durar menys de 24 hores. La batalla de Eylau, el (8 de febrer del 1807), no es va perdre gràcies a les càrregues del mariscal Murat, però sí que es va guanyar mercès a l'arribada propícia i inesperada del 6è Exèrcit dirigit pel Mariscal Ney. Amb solament 14.000 soldats, forçà els 70.000 soldats russos a replegar-se cap a Guttstadt. El 6è Exèrcit fou encarregat de perseguir el prussià L'Estocq cap al nord. Però abans d'establir el contacte, Ney va decidir defugir el combat, tot recorrent 80 quilòmetres en un sol dia. La victòria en la batalla de Friedland el 1807 també es pot atribuir al mèrit de Ney, el qual és nomenat duc d'Elchingen el 6 de juny del 1808.

### Guerra del Francès
A la península Ibèrica, el 1808, actuà a Galícia, Astúries i posteriorment a Portugal sota les ordres de Masséna, prenent Ciudad Rodrigo com a preludi de la invasió de Portugal. Diverses circumstàncies li feren l'estada poc agradable, degut sobretot al seu caràcter gelós i les disputes que va tenir amb Jomini, el seu cap d'Estat major i sobretot per l'odi recíproc que mantenia amb el mariscal Soult. Fet sorprenent en un mariscal, fou requerit a París, on Napoleó no li feu, tanmateix, cap retret.

### Campanya de Rússia

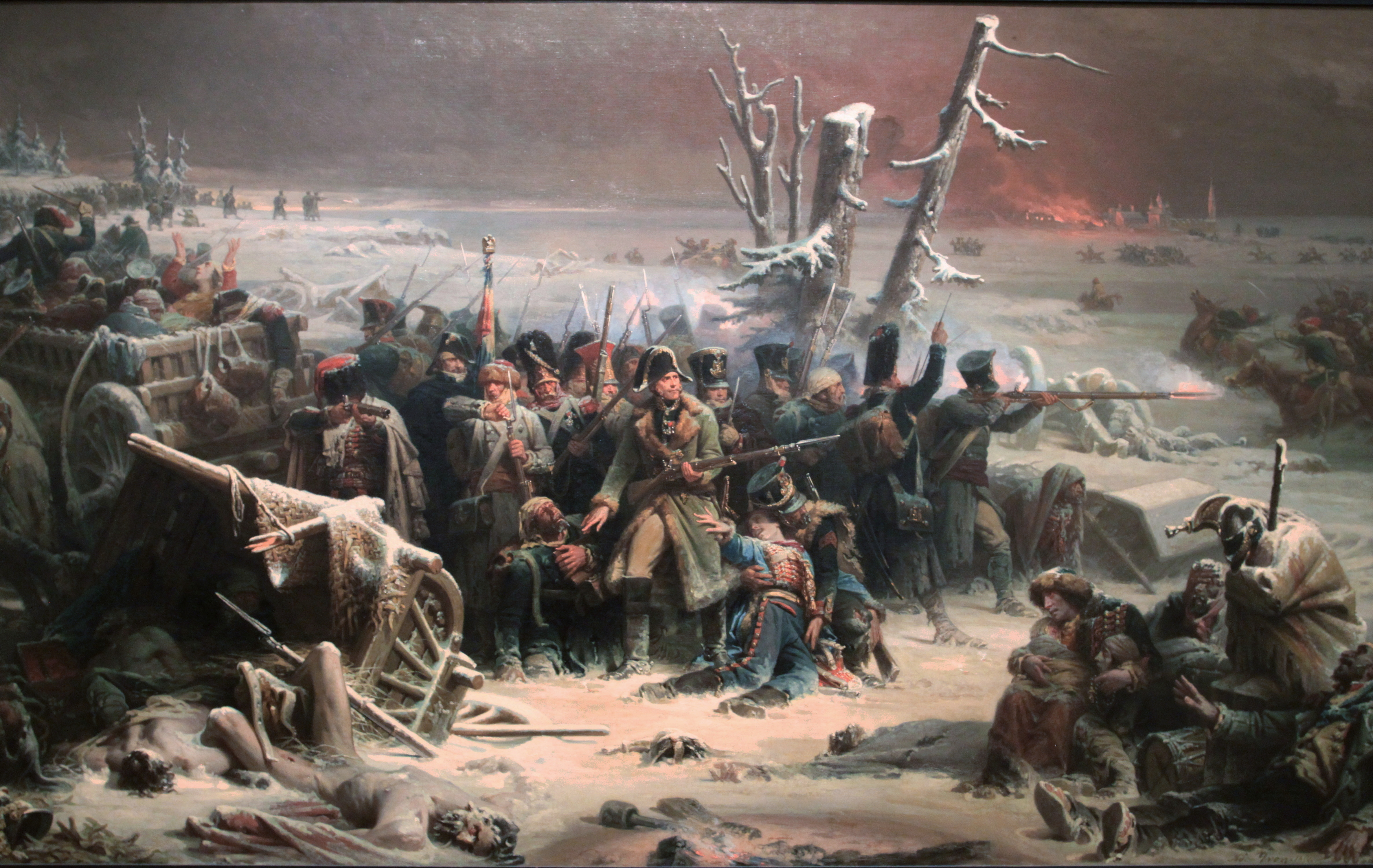
Ney durant la retirada de Rússia, per Adolphe Yvon

Però l'autèntica llegenda del mariscal Ney comença a partir de la seva heroica campanya de Rússia el 1812, on hi dirigí el 3r Cos d'Exèrcit. Durant la fase ofensiva de la campanya, ocupà el centre del front de l'exèrcit imperial francès, participant en els combats sagnants i frontals de Smolensk o el del Moscova el 6 de setembre del 1812, on fou ferit de bala al coll. Aquest darrer combat li valgué a Ney el títol de príncep de Moscova.
Després, en la fase de replegament, es mantingué a la rereguarda de la retirada. Al llarg de 40 dies, protegí les restes de l'exèrcit, donant temps als civils i als ferits per seguir la retirada de les tropes.
Situat a la darrera rereguarda després de la batalla de Krasnoïe, anomenada pels russos "la batalla dels herois ", tenia només 6.000 homes i es veié atacat per tropes nombroses que li impedien la marxa; es retira d'elles, sorprenent amb el pas del Dnièper, fins a reunir-se, després de tres dies d'arriscades maniobres, una altra vegada amb Napoleó, el qual afirmava ben alt que donaria 300 milions per salvar el "brave des braves".
En la batalla del Berézina, aconsegueix una magnífica victòria. Tot fent carregar els cuirassers sobre els tiradors emboscats en un bosc, assoleix l'èxit de fer 5.000 presoners amb només 7.000 homes. Salva les restes de l'exèrcit, i arriba a les fronteres de Rússia després de greus perills i marxes forçades. Passa per Vílnius, Kowno i el Niémen, sempre combatent i reculant.

## La Restauració

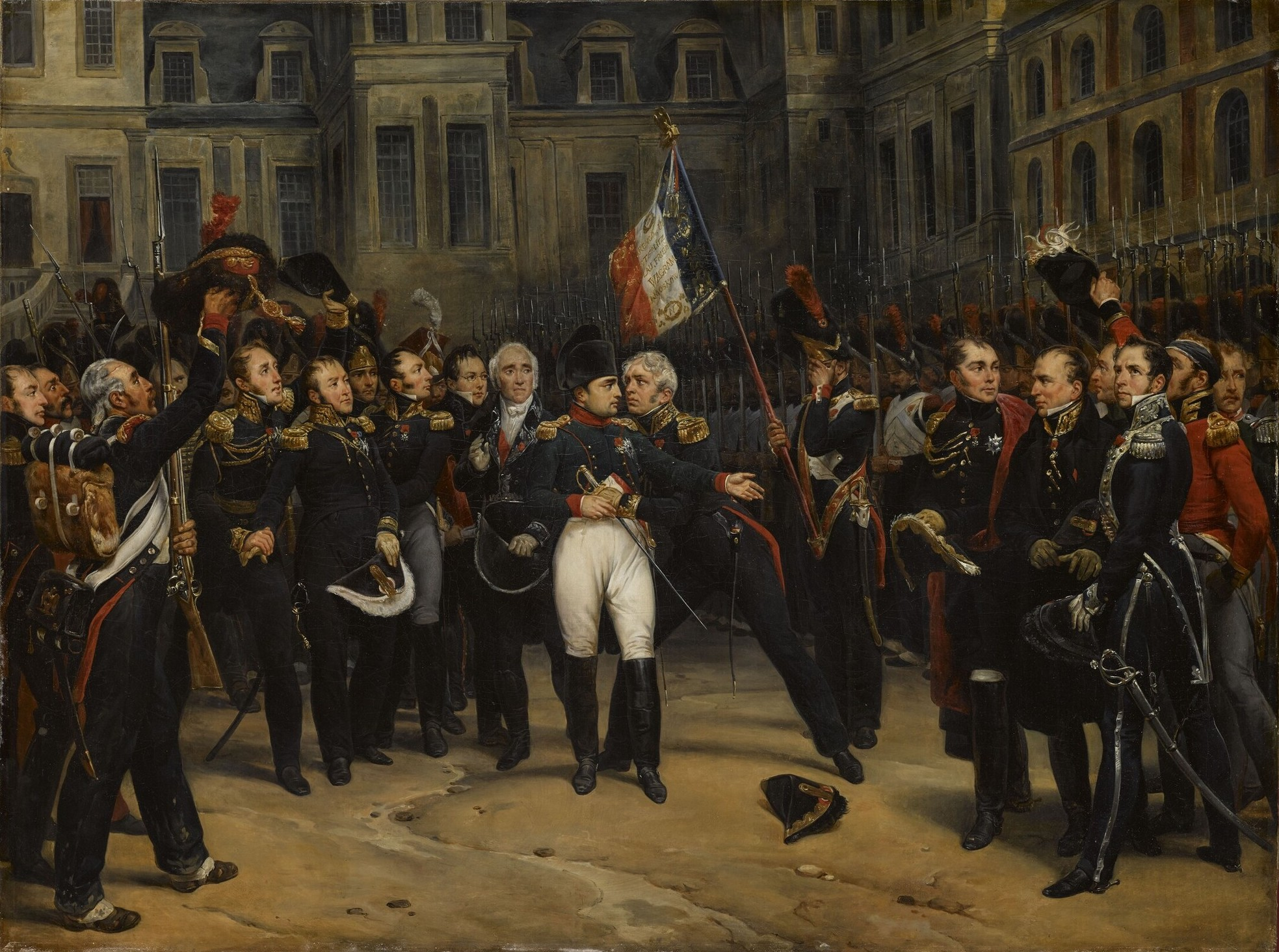
Els adéus de Fontainebleau pintat per Horace Vernet

Al Castell de Fontainebleau, Ney insisteix a l'Emperador en la necessitat d'abdicar i ell mateix comença a col·laborar amb els Borbons, cosa que li valdrà ser nomenat par de França per Lluís XVIII durant la Restauració. Fou el primer dels mariscals que abandonà Napoleó després de la capitulació de París.
La Restauració fou un període de contrastos pel mariscal Ney i la resta de "parvenus" de la Revolució Francesa. França l'omplí d'honors (Comandant en cap de la cavalleria de França, governador de la 6a divisió militar), però els més alts aristòcrates i els antics emigrats, menystingueren aquella nova noblesa "fabricada" per l'"usurpateur".

## Els Cent dies
En el moment del desembarcament de Napoleó a Golf-Juan, prop d'Antibes, l'1 de març del 1815, Ney proposa al rei Lluís XVIII de retornar-lo "dins una caixa de ferro", però, tanmateix, acabarà tornant amb Napoleó. Contràriament a les nombroses incitacions rebudes, no hi ha enfrontament entre les tropes de l'un i de l'altre.
El famós rencontre d'Auxerre entre el mariscal Ney i Napoleó, fou en realitat una trobada a soles. Els testimoniatges divergeixen. Sembla que els dos homes haurien aixecat la veu. Alguns afirmen que l'Emperador hauria escridassat durament Ney per la seva defecció del 1814.
El mariscal Ney va sostenir durant el seu procés posterior d'haver exigit de Napoleó: "Qu'il ne joue plus au tyran" ("Que no jugués més a fer el tirà"). 

En tot cas, els dos emblemàtics personatges es distanciaren i no es tornaren a veure fins al 12 de juny del 1815, quan Napoleó crida el mariscal Ney per comandar els 1r i 2n cossos d'exèrcit en la campanya de Bèlgica que començava.

## Waterloo i la campanya de Bèlgica

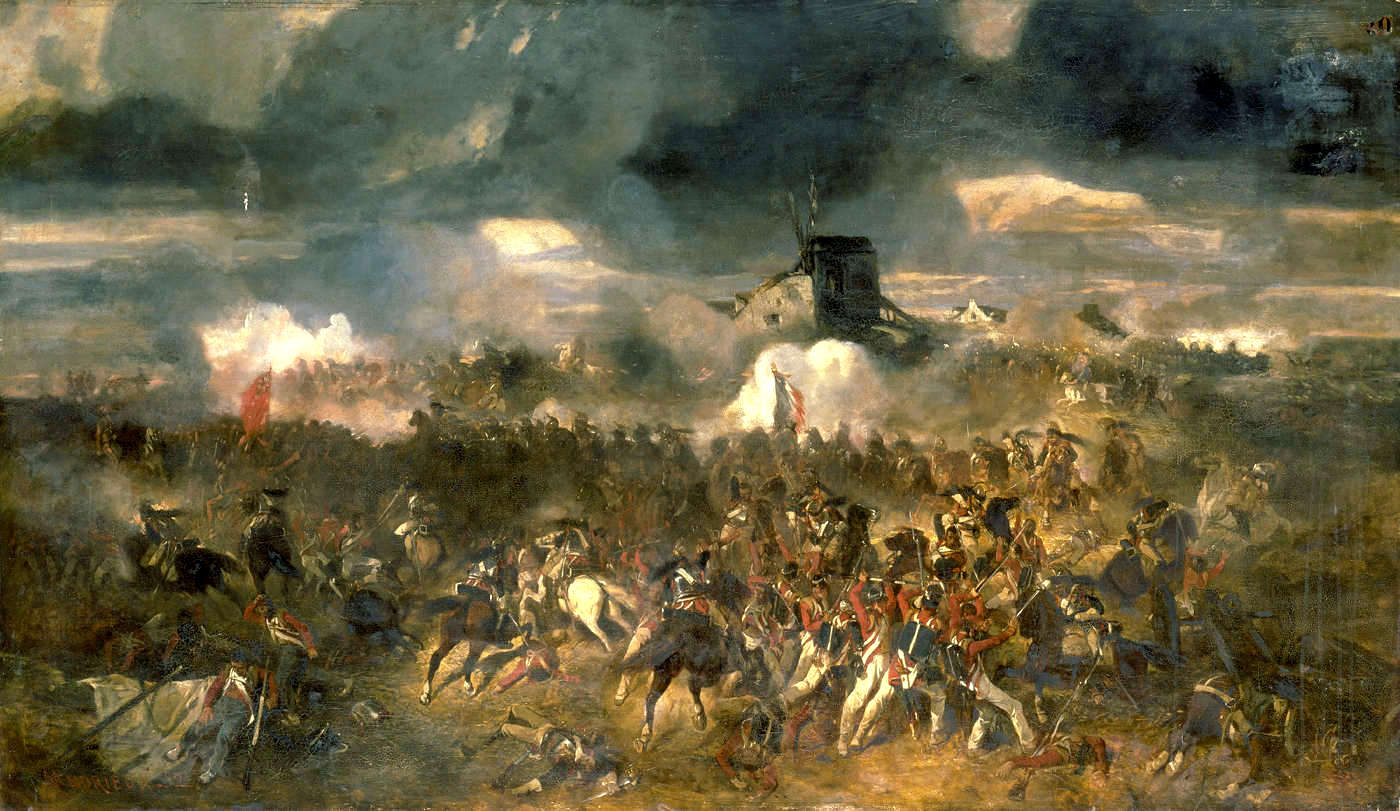
La batalla de Waterloo, per Andrieux

La campanya de Bèlgica fou mal portada des del començament fins al final. El mariscal Ney, cridat a última hora, no arriba a Quatre-bras fins al 15 de juny del 1815. L'endemà mateix comença la batalla de Ligny, en la qual un feble destacament de britànics i holandesos resisteix llargament malgrat la manca de municions.
Seguí la batalla de Waterloo. Per a alguns, el mariscal Ney és l'autèntic perdedor de Waterloo, mentre que per altres guanyà la seva part del combat.
En pocs instants, la batalla, que semblava decantada a favor dels francesos, bascula, les files britàniques es recomponen i poc després, la cavalleria prussiana s'afegeix al combat i l'acaben decidint per l'Aliança
Després de la derrota, vingué el temps de passar comptes. Napoleó des que va arribar a l'Elisi culpabilitzà els mariscals i especialment Ney i Grouchy. El mariscal Davout defensà l'actuació del mariscal Ney.

## L'arrest
La reinterpretació dels fets per Napoleó i la venjança dels monàrquics feren el fet. Durant la segona Restauració, el mariscal Ney era detestat per tots els partits, tret dels republicans que eren, llavors, massa minoritaris.
Fou decidit que tothom qui hagués estat al servei de l'Emperador abans del 20 de març del 1815, data en la qual Lluís XVIII havia abandonat la capital, serien considerats traïdors. Només un mariscal aparegué a la llista del 24 de juliol del 1815 i a dalt de tot: el mariscal Ney.
Malgrat certes complicitats amb Fouché, llavors cap de la Policia, qui li facilita dos passaports per a fugir a Suïssa o als Estats Units, el mariscal Ney resta a França, a casa una cosina de la seva dona. És arrestat al Château de la Bessonie, prop d'Aurillac.
El mariscal arriba a París sota escorta el 19 d'agost. És tancat a la Conciergerie. Posteriorment, és transferit a la presó de Luxembourg, tot passant per pobles on tot plegat se'l vol linxar, tot plegat se'l vol alliberar.

## El consell de guerra
Un consell de guerra havia de jutjar el mariscal Ney i havia d'integrar, necessàriament, un Mariscal de França. La presidència es donà en dret al mariscal Moncey, duc de Conegliano, que ho refusà a través d'una carta adreçada al rei. Descontent, el rei destitueix Moncey i el condemna a tres mesos de presó. El mariscal Jourdan és aleshores designat per presidir el consell de guerra. Ney és assistit per Berryer (pare) i Dupin.
El mariscal Ney no desitja ser jutjat pels seus antics camarades perquè creu que pot ser víctima de velles rancúnies. Ney havia estat nomenat par de França per Lluís XVIII i pot, per tant, exigir ser jutjat per la Cambra dels pars.
Així, davant el quadre de mariscals i de generals que formen el consell de guerra, l'acusat es nega a respondre l'interrogatori sobre la seva identitat i declara, en mig la sorpresa general, declinar la competència del tribunal. Par de França en el moment quan es van desenvolupar els fets dels que se l'acusa, demana, fonamentant-se en els articles 33 i 34 de la Carta, la seva resolució davant la Cambra dels pars.
El consell es retira per deliverar i per 5 vots contra 2 es pronuncia a favor de declarar-se incompetent.
Així, el 10 de novembre, el consell de guerra, donant raó a la requesta dels defensors de Ney, es declara incompetent i Ney fou jutjat per la Cambra dels pars.

## El procés
Finalment, la Cambra dels pars jutja el mariscal Ney. Molts eminents personatges es fan dispensar d'assistir-hi. El debat és bàsicament en sentit únic, la Cambra dels pars presenta una ampla majoria monàrquica.
La defensa decideix abordar poc la discussió dels fets i s'esforça en demostar un problema de legalitat. El mariscal Davout havia signat amb els aliats, el 3 de juliol, un conveni a través de l'article XII del qual, cap persecució podrà ser realitzada sobre oficials i soldats per la seva actitud durant els Cent-dies. Condemnar el mariscal Ney podia violar aquesta disposició. La Cambra dels pars decidí de prohibir a la defensa de desenvolupar aquest argument car "il aurait dû être plaidé avant tout débat sur le fond" ("hauria d'haver estat aclarit abans del debat sobre el fons de la qüsetió").
Un últim esdeveniment té lloc el 6 de desembre. Dupin al·lega que Ney no pot ser jutjat, car en aquell moment era prussià. Immediatament, el mariscal Ney, s'aixeca, interrompt el seu advocat i diu: "Je suis français et je resterai français!" ("Sóc francès i seguiré sent francès!"). La causa és oberta. Tres qüestions són plantejades, amb una formulació que fa pensar, ja que la condemna serà inevitable:
- Primera qüestió: el mariscal Ney va rebre emissaris la nit del 13 al 14 de març?[28]
- Segona qüestió: el mariscal Ney feu una proclama, el 14 de març, invitant les tropes a la defecció?[29]
- Tercera qüestió: el mariscal Ney cometé un atemptat contra la seguretat de l'Estat?[30]

La tercera qüestió comporta la pena a aplicar. Lanjuinais, recolzat per Malville, Lemercier, Lenoir-Laroche i Cholet, mira de fer aplicar la pena de deportació i 17 pars ho aproven.
Finalment, 139 vots, reduïts a 128 a causa d'opinions semblants entre pars, reclamen la pena de mort.
Altrament, no satisfet encara d'haver obtingut la condemna del mariscal, Bellart requereix que se'l esborri de la Legió d'honor.
La sentència és donada a dos quarts de dotze del vespre. Els pars apliquen la regla del consell de guerra i la llegeixen en absència de l'acusat. Els defensors, comprenent que tota esperança és perduda, no assisteixen a la lectura de la sentència i es recullen a la cambra que des de fa dos dies ocupa el mariscal, al Palau de Luxembourg.

## La fi
En el moment de la lectura de la sentència, els defensors del mariscal van a trobar-lo a la seva cambra. Després de marxar, es posa a redactar les seves darreres disposicions i s'estira vestit al llit per dormir plàcidament. A les 3 de la matinada, el secretari-arxiver de la Cambra dels pars, Cauchy, el desperta per comunicar-li la sentència. El general de Rochechouart, que governa la plaça de París, l'informa que pot rebre tres visites: la seva dona, el seu notari i el seu confessor. Se li proposa un confessor a Ney, que replica "Vous m'ennuyez avec votre prêtraille!" ("M'esteu emprenyant, amb el vostre capellanet!"). Més tard, l'accepta, convençut per un veterà de la campanya de Rússia.
Ney escriu per darrera vegada al seu cunyat. Després s'entreté amb el capellà de Saint-Sulpice.
A dos quarts de nou, un vehicle ve a buscar Ney. No porta el seu uniforme de mariscal, sinó un simple vestit burgès.
Per darrera vegada, la seva dona havia anat a demanar clemència a Lluís XVIII i el seu germà el comte d'Artois, futur Carles X de França, la rebutja i li diu secament: "Madame, votre demande n'a plus d'objet" ("Senyora, la vostra petició ja no té sentit").
Ney és afusellat a la Place de l'Observatoire i cau de cara a terra. Tal com s'acostuma, el cos resta quinze minuts sol. Esdevé algun incident.
En saber la notícia, Napoleó hauria dit: "C'était un brave, personne ne l'était plus que lui; mais c'était un fou! Il est mort sans emporter l'estime de personne" ("Era un valent, ningú no ho ha estat més que ell; però era un boig! Ha mort sense l'estima de ningú").

## La llegenda

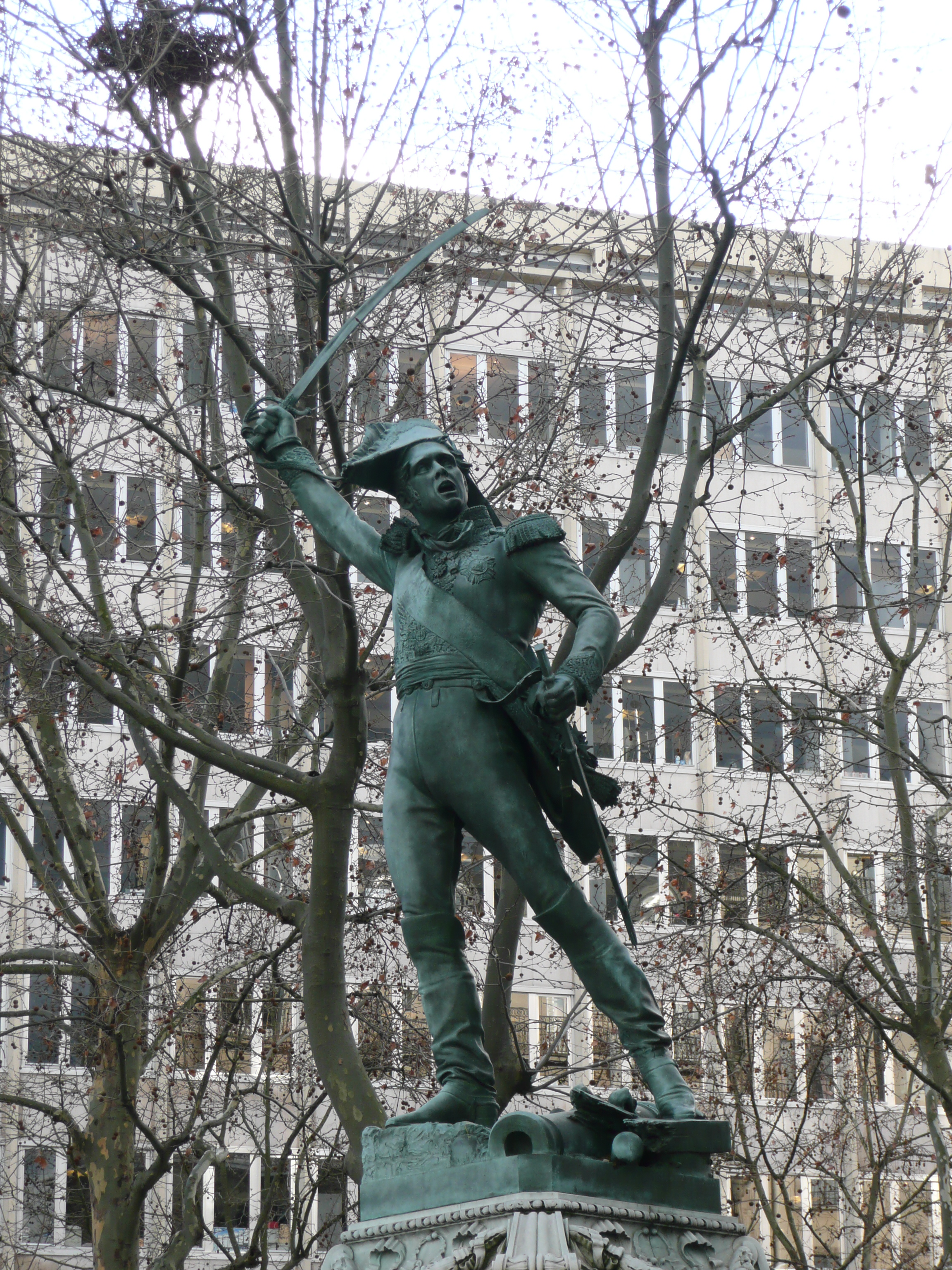
Estàtua del mariscal Ney a l'avinguda de l'Observatoire de Paris

Per a molts francesos, Ney fou un heroi i sovint els herois creen llegenda fins i tot després de morts. En el cas del mariscal Ney, les circumstàncies de la seva mort van propiciar rumors sobre la seva supervivència al llarg de dècades.
Un home que reclamà la identitat del mariscal Ney morí a Brownsville (Carolina del Nord) el 1846. Es deia Peter Stuart Ney. Nom inquietant car Pierre era el nom del pare del mariscal Ney i es deia que la seva mare era descendent dels Stuart escocesos. Aquest Peter Stuart Ney ensenyava el francès, l'alemany, l'hebreu i matemàtiques i només va revelar la seva suposada identitat en dues ocasions. Molts soldats veterans vingueren a identificar el misteriós personatge i foren categòrics, s'assemblava força al mariscal que els havia portat al combat. Es van fer proves grafològiques, però donaren resultats contradictoris. La tomba de Peter Stuart Ney presenta una petita banderola francesa i una inscripció equívoca.
El que hom pot dir de la mort del mariscal Ney és que diversos detalls són inquietants. En primer lloc, els testimonis presents a l'execució trobaren sorprenent que caigués de cara a terra. Però el més gran misteri és el següent: el 1903, la Tercera República francesa decideix donar al mariscal Ney una sepultura digna, doncs des del 1815 era enterrat sota una simple làpida. Se li construeix la seva actual tomba, massissa i digne. Per fer-ho, el taüt és exhumat. L'enterramorts que obrí el taüt constatà i explicà a qui el volgués escoltar que el taüt era buit.

## La posteritat

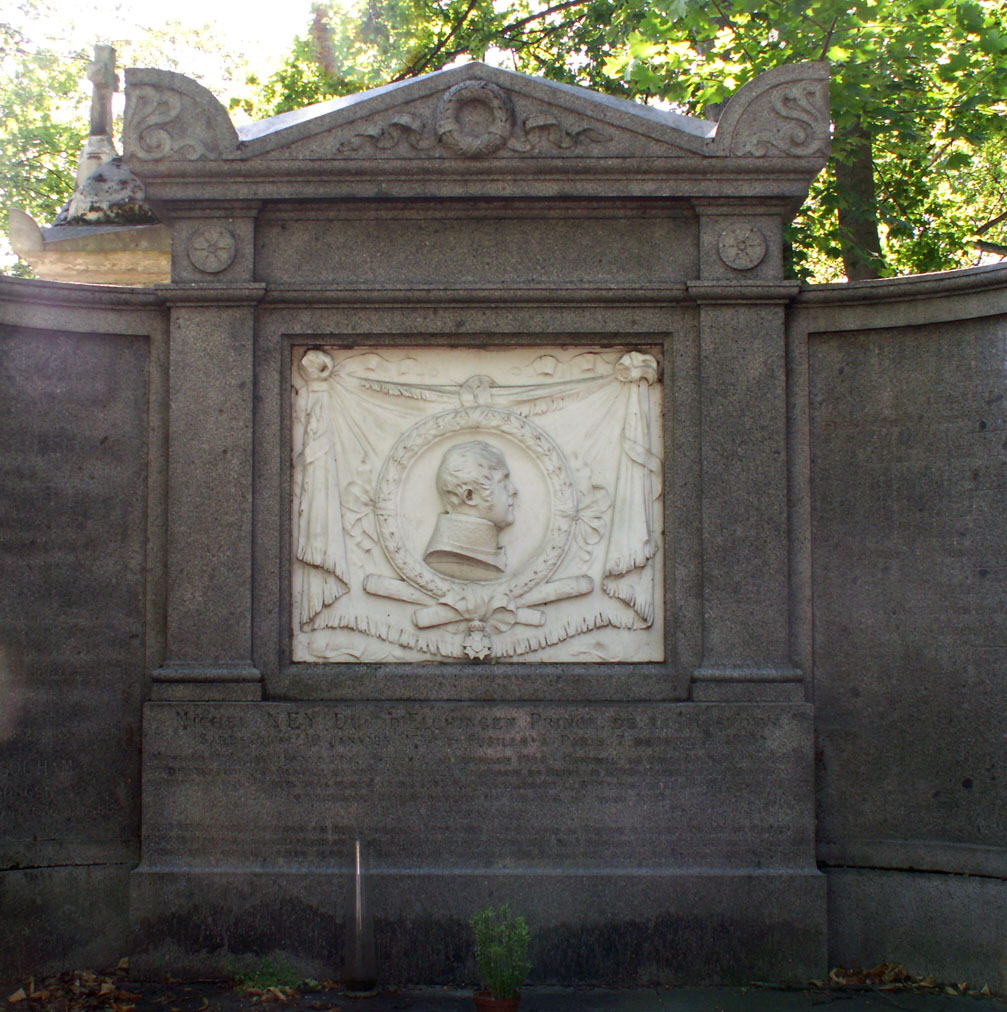
Tomba del mariscal Ney al Cementiri del Père-Lachaise, edificada el 1903

Diversos monuments recorden el mariscal Ney. La seva tomba és al Cementiri del Père-Lachaise, divisió 29, a l'angle del camí de les acàcies i del camí Masséna.
El 1831, Lluís Felip I, rehabilità el mariscal Ney i el reintegrà a les llistes de la Legió d'honor. El 1848, el govern provisional de la Segona República Francesa, decidí de construir una estàtua al mariscal Ney a l'emplaçament on 33 anys abans havia estat afusellat. L'obra fou confiada a l'escultor François Rude. L'estàtua s'acabà el 1853 i fou inaugurada per Napoleó III, el qual estigué absent i poc expressiu durant l'acte.
La seva estàtua es pot veure actualment a la plaça de l'Observatoire a París. Fou lleugerament desplaçada arran de la construcció de la línia B del RER d'Île-de-France.

## Descendència
Ney va tenir quatre fills:
- Napoléon Joseph, príncep de Moskova
- Michel Louis Félix, dit "Alloys", duc d'Elchingen
- Eugène, comte Ney (1808-1845), diplomàtic.
- Edgar, príncep de Moscova

La descendència directa del mariscal Ney s'extingí amb Laetitia Ney, duquessa d'Elchingen, princesa de Moscova (1940-2005). La descendència indirecta del mariscal Ney la representa en l'actualitat Suzanne Bétain.